# Bassett (kortspel)
Bassett, även stavat bazett, är ett ursprungligen italienskt kortspel som under 1600-talet var ett omtyckt hasardspel vid de franska och engelska hoven. Under mitten av 1700-talet kom spelet att ersättas av det besläktade och något enklare kortspelet farao. I Sverige utfärdades 1719 ett förbud mot att spela bassett, inte bara i offentliga lokaler utan även i hemmen.
En deltagare, bankören, spelar mot fyra andra deltagare, kallade punktörerna. Två kortlekar används. Punktörerna har framför sig varsin rad med 13 kort ur den ena kortleken och placerar insatser på ett eller flera av dessa kort. Bankören drar två kort i taget ur den andra kortleken. De punktörer som har satsat på kort med samma valör som det första av bankörens kort förlorar dessa insatser, medan de som har satsat på kort med samma valör som det andra dragna kortet vinner ett belopp motsvarande insatsens storlek.